# Разерфорд (Теннессі)
Разерфорд (англ. Rutherford) — місто (англ. town) в США, в окрузі Ґібсон штату Теннессі. Населення — 1163 особи (2020).

## Географія
Разерфорд розташований за координатами 36°7′32″ пн. ш. 88°59′34″ зх. д. / 36.12556° пн. ш. 88.99278° зх. д. (36.125606, -88.992681).  За даними Бюро перепису населення США в 2010 році місто мало площу 5,95 км², з яких 5,91 км² — суходіл та 0,04 км² — водойми.

## Демографія
Згідно з переписом 2010 року, у місті мешкала 1151 особа в 500 домогосподарствах у складі 329 родин. Густота населення становила 193 особи/км².  Було 569 помешкань (96/км²).
Расовий склад населення:
| - 82,5 % — білих - 16,1 % — чорних або афроамериканців - 0,1 % — корінних американців |

До двох чи більше рас належало 0,8 %. Частка іспаномовних становила 1,0 % від усіх жителів.
За віковим діапазоном населення розподілялося таким чином: 22,8 % — особи молодші 18 років, 56,2 % — особи у віці 18—64 років, 21,0 % — особи у віці 65 років та старші. Медіана віку мешканця становила 43,5 року. На 100 осіб жіночої статі у місті припадало 82,7 чоловіків;  на 100 жінок у віці від 18 років та старших — 78,7 чоловіків також старших 18 років.
Середній дохід на одне домашнє господарство  становив 40 134 долари США (медіана — 31 917), а середній дохід на одну сім'ю — 49 939 доларів (медіана — 39 583). Медіана доходів становила 27 339 доларів для чоловіків та 27 321 долар для жінок. За межею бідності перебувало 24,4 % осіб, у тому числі 46,7 % дітей у віці до 18 років та 9,3 % осіб у віці 65 років та старших.
Цивільне працевлаштоване населення становило 475 осіб. Основні галузі зайнятості: виробництво — 25,9 %, освіта, охорона здоров'я та соціальна допомога — 17,7 %, транспорт — 11,8 %, роздрібна торгівля — 10,9 %.